# Окружения развёртывания программного обеспечения
Развёртывание программного обеспечения — это компьютерная система, в которой компьютерная программа или компонент программного обеспечения развёртывается и выполняется. В простом случае, такое развёртывание и немедленное выполнение программы на той же машине может выполняться в единственном окружении, однако при промышленной разработке используется разделение на development окружение (окружение разработчика), где делаются исходные изменения, и production окружение (которое используют конечные пользователи) часто с промежуточными этапами (stages) посередине. Этот структурированный процесс управления релизами может иметь фазы deployment (rollout, ‘развёртывание’, ‘выкатка’), testing (тестирование), и rollback (откат) в случае проблем.
Окружения могут существенно отличаться в размерах: development окружение это обычно рабочая станция отдельного разработчика, в то время как production окружение может быть сетью множества географически разнесённых машин в случае с дата-центрами, или виртуальными машинами в случае с облачными решениями. Код, данные и конфигурация могут быть развёрнуты параллельно, и нет необходимости связи с соответствующим ярусом — например, pre-production код может подсоединяться к production базе данных.

## Архитектуры
Архитектуры развёртывания существенно разнятся, но в целом, ярусы начинаются с development (DEV) и заканчиваются production (PROD). Распространённой четырёхъярусной архитектурой является каскад ярусов development, testing, model, production (DEV, TEST, MODL, PROD) c развёртыванием софта на каждом ярусе по очереди. Другое распространённое окружение это Quality Control (QC), для приёмочного тестирования; песочница или экспериментальное окружение (EXP), для экспериментов не предназначенных для передачи в продакшен; и Disaster Recovery (‘аварийное восстановление’), для предоставления возможности немедленного отката в случае проблемы с продакшеном. Другой распространённой архитектурой является development, testing, acceptance and production (DTAP).
Такая разбивка в частности подходит для серверных программ, когда сервера работают в удалённых дата-центрах; для кода который работает на конечных устройствах пользователя, например приложений (apps) или клиентов, последний ярус обозначают как окружение пользователя (USER) или локальное окружение (LOCAL).
Точные определения и границы между окружениями варьируются — test может рассматриваться как часть dev, приёмка может рассматриваться как часть test, часть stage, или быть отдельной и так далее. Основные ярусы обрабатываются в определённом порядке, с новыми релизами при развёртывании (rolled out или pushed) на каждом. Ярусы experimental и recovery, если представлены, являются внешними к этому процессу — experimental релизы являются конечными, в то время как recovery являются обычно старыми или дублирующими версиями production, развёрнутыми после production. В случае проблем, в последнем случае можно сделать roll back к старому релизу, и большинство просто выкатывают старый релиз таким же способом как новый. Последний шаг, деплой в production («pushing to prod») самый чувствительный, так как здесь любые проблемы напрямую влияют на пользователя. По этой причине это часто управляется по-разному, но как минимум мониторится более тщательно, и в некоторых случаях имеется фаза отката или простого переключения. Лучше всего избегать названия вроде Quality Assurance (QA); QA не означает тестирование софта. Тестирование важно, но это отличается от QA.
Иногда развёртывание выполняется вне обычного процесса, главным образом для предоставления срочных или небольших изменений, без необходимости полного релиза. Это может быть один патч, большой service pack или небольшой hotfix.
Окружения могут быть очень разных размеров: разработка обычно идёт на индивидуальных машинах разработчиков (хотя это могут быть тысячи разработчиков), в то время как продакшеном могут быть тысячи географически распределённых машин; тестирование и QC может быть маленьким и большим, зависеть от предоставленных ресурсов, а staging может варьироваться от единичной машины (подобно canary) до точных дубликатов продакшена.

## Окружения
Local
Компьютер разработчика
Development/Trunk
Сервер разработки, выступающий как песочница, где разработчик может выполнить unit-тестирование
Integration
Основа для построения CI или для тестирования сайд-эффектов разработчиком
Testing/Test/QC/Internal Acceptance
Окружение, в котором выполняется тестирование интерфейса. Команда контроля качества проверяет, что новый код не будет иметь влияния на существующую функциональность системы после деплоя нового кода в тестовое окружение.
Staging/Stage/Model/Pre-production/External-Client Acceptance/Demo
Зеркало продакшен-окружения
Production/Live
Серверы конечных пользователей/клиентов

## Окружение разработчика
Окружение разработчика (dev) является окружением в котором софт разрабатывается, это часто просто компьютер разработчика. Это отличается от конечной целевой среды некоторыми вещами — цель может не быть стационарным компьютером (это может быть смартфон, встроенная система, самоуправляемый транспорт дата-центра и т. д.), и даже если это стационарный компьютер, окружение разработчика будет включать инструменты разработчика например компилятор, IDE, различные или дополнительные версии библиотек и вспомогательного софта, и т. д., что не представлено в пользовательском окружении.
В контексте управления ревизиями, особенно при участии множества разработчиков, проводятся более тонкие различия: разработчик имеет рабочую копию исходного текста на своей машине, и изменения вносятся в репозиторий, будучи закомиченными либо в «стволе», либо в ветке, в зависимости от методологии разработки. Окружение на отдельной рабочей станции, на которой изменения отработаны и опробованы, может называться локальным окружением или песочницей. Сборка копии исходного кода репозитория в чистом окружении является отдельным этапом интеграции (интеграция разрозненных изменений), и это окружение может называться интеграционным окружением или окружением разработчика; при непрерывной интеграции это делается часто, так же часто, как и для каждой ревизии. Понятие уровня исходного кода звучащее как «фиксация (коммит) изменения в репозитории» с последующей сборкой «ствола» или ветки — соответствует переходу от локального (индивидуального окружения разработчика) к интеграции (чистой сборке); плохой релиз на этом этапе означает, что изменение сломало сборку, а откат релиза соответствует либо откату всех сделанных изменений, либо отмене только ломающего изменения, если это возможно.

## Тестовое окружение
Цель тестового окружения состоит в том, чтобы позволить людям, проводящим тестирование, пропускать новый и изменённый код либо через автоматизированные проверки, либо через неавтоматизированные методы. После того, как разработчик пропускает новый код и конфигурации через модульное тестирование в среде разработки, код переносится в одну или несколько тестовых сред. После неудачи теста тестовая среда может удалить ошибочный код из тестовых платформ, связаться с ответственным разработчиком и предоставить детальные журналы тестирования и результаты. Если все тесты пройдут, тестовая среда или фреймворк непрерывной интеграции, контролирующий тесты, может автоматически перенести код в следующую среду развёртывания.
Различные типы тестирования предполагают различные типы тестовых сред, некоторые или все из которых могут быть виртуализированы для обеспечения быстрого параллельного тестирования. Например, автоматизированные тесты пользовательского интерфейса могут выполняться на нескольких виртуальных операционных системах и дисплеях (реальных или виртуальных). Для проведения тестов производительности может потребоваться нормализованная базовая конфигурация аппаратного обеспечения, чтобы результаты тестов производительности можно было сравнивать с течением времени. Тестирование на доступность или устойчивость может основываться на симуляторах отказов в виртуальных аппаратных средствах и виртуальных сетях.
Тесты могут быть последовательными (один за другим) или параллельными (для некоторых или всех сразу), в зависимости от сложности тестовой среды. Важной целью agile и других высокопроизводительных практик разработки программного обеспечения является сокращение времени от разработки или предоставления программного обеспечения до его поставки в продакшн. Высокоавтоматизированные и распараллеленные тестовые среды вносят важный вклад в быструю разработку программного обеспечения.

## Staging
Stage или staging-окружение (инсценирование) — это среда для тестирования, которая в точности похожа на продакшн-окружение. Она стремится как можно точнее отразить реальное продакшн-окружение и может подключаться к другим продакшн-сервисам и данным, таким как базы данных. Например, серверы будут работать на удалённых машинах, а не локально (как на рабочей станции разработчика во время разработки, или на одной тестовой машине во время тестирования), чтобы проверить влияние сети на систему.
Основное назначение staging-окружения заключается в тестировании всех сценариев установки/конфигурации/перемещения скриптов и процедур, прежде чем они будут применены в production-окружении. Это гарантирует, что все существенные и незначительные обновления продакшн-окружения будут завершены качественно, без ошибок и в минимальные сроки.
Другим важным использованием staging-окружения является тестирование производительности, в частности нагрузочное тестирование, так как это часто чувствительно для окружения.
Staging-окружение также используется некоторыми организациями для предварительного просмотра новых функций и их отбора заказчиками или для утверждения интеграции с работающими версиями внешних зависимостей.

## Продакшн-окружение
Продакшн-окружение также известно как live (в частности в применении к серверам) так как это окружение, с которым непосредственно взаимодействуют пользователи.
Развёртывание в производственной среде является наиболее чувствительным шагом; это может осуществляться путём непосредственного развёртывания нового кода (перезаписывания старого кода, так что только одна копия представлена в один момент времени), или путём развёртывания изменения конфигурации. Это может принимать различные формы: параллельное развёртывание новой версии кода и переключение на неё с изменением конфигурации; развёртывание новой версии кода рядом со старым с соответствующим «флагом новой функциональности», и последующее переключение на новую версию с изменением конфигурации, которая выполнит переключение этого «флага»; или развёртывание отдельных серверов (один выполняет старый код, другой — новый) с перенаправлением трафика со старого на новый с изменением конфигурации на уровне маршрутизации трафика. Всё это, в свою очередь, может быть применено одновременно или выборочно, и на разных этапах.
Развёртывание новой версии обычно требует перезапуска, если только нет возможности горячего переключения, и поэтому требует либо прерывания обслуживания (обычно это пользовательское ПО, когда приложения должны быть перезагружены), либо дублирования — постепенного перезапуска экземпляров «за спиной» у балансировщика нагрузки, либо заблаговременного запуска новых серверов с последующим простым перенаправлением трафика на новые сервера.
При выкатке нового релиза в продакшн, вместо немедленного развёртывания для всех экземпляров или пользователей, его можно сначала развернуть на одном экземпляре или для части пользователей, а затем уже либо развернуть для всех экземпляров, либо поэтапно по фазам, чтобы оперативно отлавливать возникающие проблемы. Это похоже на staging, за исключением того, что делается в продакшене, и по аналогии с добычей угля называется canary release. Это добавляет сложности если несколько релизов запускаются одновременно, и, поэтому их обычно стараются делать быстро, чтобы избежать проблем совместимости.

## Применение в FrameWork
Development, Staging и Production являются известными и документированными переменными окружения в ASP.NET Core. В зависимости от указанной переменной, выполняется разный код и разный рендеринг контента, применяются разные настройки безопасности и отладки.